# The Two Orphans (film, 1911)
Pour les articles homonymes, voir The Two Orphans.
Pour plus de détails, voir Fiche technique et Distribution.
The Two Orphans est un film muet américain réalisé par Otis Turner et Francis Boggs, sorti en 1911.
The Two Orphans est un remake d'un film portant le même titre, réalisé en 1907 par Francis Boggs et déjà produit par William Selig. Il s'agissait de la première adaptation américaine de la pièce puis roman Les Deux Orphelines d'Adolphe d'Ennery et Eugène Cormon. Ce film est aujourd'hui perdu, et l'on ne connait même pas sa distribution. La technologie du cinéma ayant beaucoup progressé en quelques années, Selig produisit quatre ans plus tard cette seconde version, dont il confia la réalisation à Otis Turner et Francis Boggs.

## Fiche technique
- Titre : The Two Orphans
- Réalisation : Otis Turner, Francis Boggs
- Scénario : Kate Claxton et Otis Turner, d'après la pièce Les Deux Orphelines d'Adolphe d'Ennery et Eugène Cormon
- Producteur : William Selig
- Société de production : Selig Polyscope Company
- Pays d'origine :  États-Unis
- Format : Noir et blanc — 35 mm — 1,33:1
- Genre : Film dramatique
- Dates de sortie : 
  - États-Unis : 25 septembre 1911

## Distribution
- Kathlyn Williams : Henriette (une orpheline)
- Winifred Greenwood : Louise (sa sœur, l'autre orpheline)
- T.J. Carrigan : Le chevalier Maurice de Vaudrey
- Charles Clary : le comte de Linières, ministre de la Police
- Myrtle Stedman : la comtesse de Linières
- Adrienne Kroell : Marienne, an outcast
- Lillian Leighton : La Frochard, The Hag
- Leighton Stark : Jacques Frochard
- James O'Burrell : Pierre Frochard, the cripple
- Miles McCarthy : Picard, le valet du chevalier de Vaudrey
- Rex De Rosselli : le marquis de Preales
- Frank Weed : le docteur
- William Stowell : La Fleur
- Thomas Commerford : Antoine
- Louis Fierce : l'officier de la garde
- Vera Hamilton : Madame Girard